# John Werner Cahn
John Werner Cahn (Colônia, 9 de janeiro de 1928 – 14 de março de 2016) foi um químico teuto-estadunidense.
Foi laureado com a Medalha Nacional de Ciências, em 1998. Desde 1977 trabalhou no National Institute of Standards and Technology (o antigo National Bureau of Standards, NBS). Durante sua carreira Cahn exerceu grande influência no desenvolvimento das pesquisas sobre materiais e matemática. Uma das maiores autoridades em termodinâmica, Cahn aplicou as leis básicas da mesma para descrever e predizer uma vasta gama de fenômenos físicos.